# SpeXial音樂作品
本條目主要收錄臺灣男子偶像團體SpeXial的音樂作品，其中包含部分衍生團體的作品紀錄。
關於團員Dylan的個人專輯，詳見PART ONE（页面存档备份，存于）和全析（页面存档备份，存于）。

## 音樂作品

### 正規專輯
| 專輯     | 專輯資料                                                                                      | 曲目 |
| 華納唱片 |                                                                                               | |
| 1st      | 《SpeXial》 - 發行日期：2012年12月7日 - 音樂類型：華語流行音樂                                | 曲目 1. Super Style 【偶像劇《終極一班3》主題曲】 2. 慶祝寂寞 【電視劇《鐵梨花》(年代東風版本)片尾曲】 3. 全世界都曖昧 4. 最佳男友 5. 嚴禁守候 6. SpeXial 7. 超人一樣 8. Be my girl 9. 只唱給你聽 10. 發飆(SpeXial版) 【偶像劇《終極一班2》主題曲】                                                                                               |
| 2nd      | 《Break it down》 - 發行日期：2014年6月12日 - 改版發行：2014年8月1日 - 音樂類型：華語流行音樂 | 曲目 1. 為愛戰鬥 【偶像劇《終極一班3》插曲】、 【反毒宣導廣告（終極一班2版）主題曲】 2. Break it down 【偶像劇《終極X宿舍》主題曲】 3. 愛這種離譜感覺 【偶像劇《明若曉溪》主題曲】 4. 心流感 5. 愛不再呼吸 【連續劇《百年新娘》(衛視中文台版本)片尾曲】 6. X未知數 7. 愛上加愛 8. 拼貼記憶 【偶像劇《終極X宿舍》插曲】 9. 陪我逃跑 10. 只能當朋友 |
| 3rd      | 《Dangerous》 - 發行日期：2015年9月11日 - 改版發行：2015年11月6日 - 音樂類型：華語流行音樂    | 曲目 1. 貼身 【網路劇《校花的貼身高手》主題曲】 2. Dangerous 【電影《移動迷宮：焦土試煉》中文主題曲】 3. Jam 4. Bad Bad Boy 5. 有事嗎 6. 攤牌 7. 暖男製造機 【偶像劇《我的鬼基友》宣傳主題曲、插曲】 8. 兩個人的博愛特區 9. Un-Huh! Un-Huh! 10. 犀利Girl                                                                                          |
| 4th      | 《Boyz On Fire》 - 發行日期：2016年8月12日 - 音樂類型：華語流行音樂                           | 曲目 1. Boyz On Fire 【偶像劇《終極一班4》主題曲】、 【網路劇《終極三國2017》插曲】 2. 獨家頭條 3. 憂傷來襲 4. 愛的附加檔案 5. Fire Flame 6. Really Really 7. Another Day 8. 小太陽大月亮 9. Glorious 10. 大俠【網路劇《終極遊俠》主題曲】 |
| 堅果音樂 |                                                                                               | |
| 5th      | 《Buddy Buddy》 - 發行日期：2017年12月22日 - 音樂類型：華語流行音樂                           | 曲目 1. Buddy Buddy【偶像劇《終極一班5》主題曲】 2. 安可 3. BONG 4. Touch me like that 5. 妳的香檳 6. You can call me 7. 最痛的倔强 8. Don't be a stupid girl 9. 難為情·義【網路劇《終極三國2017》主題曲、插曲】 10. 想飛【網路劇《終極三國2017》插曲】                                                                                           |

### 迷你專輯
| 專輯     | 專輯資料                                                                                    | 曲目 |
| 華納唱片 |                                                                                             | |
| 1st      | 《Love Killah》 - 發行日期：2015年2月4日 - 改版發行：2015年3月24日 - 音樂類型：華語流行音樂 | 曲目 1. Love Killah 2. Break It Down 11.11 【偶像劇《終極一班4》插曲】、 【手遊《少年三國志》主題曲】 3. 過癮 4. 迷失in U |

### 合作歌曲
| 年份   | 歌曲名稱                                     | 合作歌手 | 作詞   | 作曲         | 備註                                   |
| 2015年 | Sayonara feat. SpeXial（页面存档备份，存于） | 濱崎步   | 濱崎步 | DAISHI DANCE | 收錄於濱崎步第六張迷你專輯《sixxxxxx》 |

### 個人單曲
| 年份   | 歌曲名稱                                   | 成員        | 作詞                    | 作曲                    | 備註                                    |
| 2014年 | 換一個心動（页面存档备份，存于）           | 偉晉        | 賴宛均                  | 黃柏勳                  | 電視劇《終極X宿舍》插曲                 |
| 2016年 | 劍心飛揚（页面存档备份，存于）             | Evan、Dylan | 蘇井春                  | 蘇井春                  | 網路劇《刺客列傳》片頭曲                |
| 2016年 | 月光訣（页面存档备份，存于）               | Dylan       | 王靖雲                  | 梁思樺                  | 網路劇《刺客列傳》片尾曲                |
| 2017年 | 我是你的super王（页面存档备份，存于）      | 易恩        | 末雨                    | Gian Bershelli          | 網路電影《超級王爺》片頭曲              |
| 2017年 | Fight For You（页面存档备份，存于）        | 以綸        | 楊彤                    | 何緢                    | 網路劇《我與你的光年距離》插曲          |
| 2017年 | 膽小鬼（页面存档备份，存于）               | 偉晉        | 黃偉晉、劉家澤          | 鄭國鋒                  | 偉晉創作生日單曲                        |
| 2017年 | 畫師（页面存档备份，存于）                 | Dylan       | 劉家澤                  | 鄭國鋒                  | 網路劇《畫心師》片尾曲                  |
| 2017年 | 超完美情人（页面存档备份，存于）           | 明          | 許明                    | 許明                    | 明創作生日單曲                          |
| 2017年 | 戰火荒煙（页面存档备份，存于）             | Dylan       | 米小某、夏侯哲          | 夏侯哲、潘成            | 網路劇《刺客列傳2龍血玄黃》片頭曲       |
| 2017年 | 冒險家（页面存档备份，存于）               | Dylan       | 郭德紫毅                | 艾麗雅                  | Dylan生日單曲                           |
| 2017年 | 破淚（页面存档备份，存于）                 | 偉晉、Dylan | 筱玖                    | 陳宇                    | 網路劇《刺客列傳2龍血玄黃》片尾曲       |
| 2017年 | 無名將（页面存档备份，存于）               | Evan、易恩  | 劉家澤                  | 芮英傑                  | 網路劇《刺客列傳2龍血玄黃》插曲         |
| 2017年 | 就這樣大聲呐喊吧（页面存档备份，存于）     | Dylan       | 朱金泰                  | 朱金泰                  | 電視劇《浪花一朵朵》片頭曲              |
| 2017年 | Super Hero（页面存档备份，存于）           | Dylan       | 潘成                    | 潘成                    | 電視劇《浪花一朵朵》唐一白推廣曲        |
| 2017年 | 是否                                       | 子閎        | 林子閎                  | 林子閎                  | 子閎創作生日單曲(尚未正式發行)          |
| 2017年 | 止步溫柔（页面存档备份，存于）             | 易恩        | 蘇井春                  | 蘇井春                  | 易恩生日單曲                            |
| 2017年 | 我不管（页面存档备份，存于）               | Dylan       | the1201                 | 恩德                    | Dylan個人專輯《PART ONE》主打歌         |
| 2017年 | Don't Break My Heart（页面存档备份，存于） | Evan        | 馬振桓、梁瓊元          | 梁瓊元                  | Evan創作生日單曲                        |
| 2017年 | 冠名幫兇（页面存档备份，存于）             | Dylan       | 劉家澤                  | 芮英傑                  | 網路劇《國民老公》推廣曲                |
| 2018年 | 說愛你（页面存档备份，存于）               | Dylan       | 米小某                  | 潘成                    | 網路劇《國民老公》片頭曲                |
| 2018年 | 分手節（页面存档备份，存于）               | 明          | 蓋瑞與馬                | 蓋瑞與馬                | 原創劇《戀愛選擇題》插曲                |
| 2018年 | 戀愛選擇題                                 | 明          | 蓋瑞與馬                | 蓋瑞與馬                | 原創劇《戀愛選擇題》片頭曲              |
| 2018年 | 最難的溫柔                                 | 宏正、Evan  | 姚若龍                  | 林正                    | 電視劇《終極一班5》插曲(尚未正式发行)   |
| 2018年 | 如果我們                                   | 許明        | 許明                    | 藍毅恆                  | 網路劇《半熟少年》插曲                  |
| 2018年 | KO（页面存档备份，存于）                   | Dylan       | Kaye                    | 林建文、黄宣铭          | 手遊《拳皇命運》主題宣傳曲              |
| 2018年 | 愛的數學公式（页面存档备份，存于）         | Dylan       | 林喬                    | 林德龍                  | 網路劇《我和兩個他》插曲                |
| 2018年 | 心形線（页面存档备份，存于）               | Dylan       | 楊曉磊、趙晶            | 楊曉磊                  | 網路劇《我和兩個他》肖恩人物曲          |
| 2018年 | 偷偷                                       | 偉晉        | 楊景涵                  | 楊景涵                  | 電視劇《搖滾畢業生》插曲                |
| 2018年 | 繁星                                       | 偉晉        | 楊景涵                  | 楊景涵                  | 電視劇《搖滾畢業生》插曲 (尚未正式發行) |
| 2018年 | 最美的约定                                 | Dylan       | 唐恬                    | 爵爵                    | 《炫舞时代》四周年主题曲                |
| 2018年 | 冬半                                       | 易恩        | 手予                    | 鐘抒曈                  | 網路劇《墓王之王》插曲                  |
| 2018年 | Fight for you                              | Dylan       | 宋秉洋                  | 宋秉洋                  | 網路劇《我的保姆手冊》片頭曲            |
| 2018年 | 鬧                                         | Dylan       | J.Sheon                 | J.Sheon、Mountain山地人 | 網路劇《民國少年偵探社》片頭曲          |
| 2019年 | TOUCH                                      | Evan        | 韓尚敬、萬姍            | 韓尚敬                  | 網路劇《外貌至上主義》插曲              |
| 2019年 | 小星星                                     | 易恩        | 易柏辰、Lilsong、Weilim | Lilsong、Weilim、高漠伊 | 網路劇《中二病會傳染》片尾曲            |
| 2019年 | 守語                                       | Evan        | 馬振桓、Lilsong         | Lilsong                 | 網路劇《中二病會傳染》推廣曲            |
| 2020年 | 平行愛情                                   | Dylan       | 焦東、宋樂謙            | 宋樂謙                  | 電視劇《愛情的開關》片尾曲              |

### 個人合作單曲
| 年份   | 歌曲名稱                              | 成員        | 合作歌手                                                                 | 作詞                   | 作曲                   | 備註                                                    |
| 2016年 | 星辰（页面存档备份，存于）            | 執          | 李莎旻子、成毅、虞書欣、田一彤、劉潤南                                   | 陳曦                   | 董冬冬                 | 綜藝節目《一年級·畢業季》主題曲                         |
| 2016年 | 終有一天（页面存档备份，存于）        | 執          | 李莎旻子、成毅、虞書欣、田一彤、劉潤南                                   | 陳曦                   | 董冬冬                 | 綜藝節目《一年級·畢業季》插曲                           |
| 2017年 | 英雄（页面存档备份，存于）            | Dylan、執   | 呂鋆峰、彭昱暢、朱戩、查杰                                               | 潘成                   | 米小某                 | 網路劇《刺客列傳2龍血玄黃》插曲                         |
| 2017年 | 愛上你的好天氣                        | Dylan       | 譚松韻                                                                   | 趙小潼                 | 趙小潼                 | 電視劇《浪花一朵朵》插曲                                |
| 2017年 | 大人物                                | 易恩        | 李川、符龍飛、黃新皓、初俊辰                                             | 袁航                   | 劉笑野                 | 網路劇《開封奇談》主題曲                                |
| 2017年 | 斷訊（页面存档备份，存于）            | 偉晉        | 邱鋒澤                                                                   | 黃偉晉                 | 邱鋒澤                 | 偉晉與邱鋒澤創作單曲                                    |
| 2017年 | 斷訊 ( 抒情版 )（页面存档备份，存于） | 偉晉        | 邱鋒澤                                                                   | 黃偉晉                 | 邱鋒澤                 | 《斷訊（页面存档备份，存于）》MV破100萬點擊率推出的版本 |
| 2017年 | 什麼鬼（页面存档备份，存于）          | Dylan       | Papi、吳君如                                                             | Thinky Xiao            | Xueran Chen            | 電影《妖鈴鈴》推廣曲                                    |
| 2018年 | 3國智                                 | Teddy、風田 | 林建予、大根、納豆、王少偉、李易、張立東、花花、瑪麗、哈孝遠             | 林建予、黃亮鈞         | 林建予                 | 《綜藝3國智》主題曲                                     |
| 2018年 | 不是衝動（页面存档备份，存于）        | Dylan       | 李溪芮                                                                   | 艾麗雅                 | 艾麗雅                 | 網路劇《國民老公》片尾曲                                |
| 2018年 | 我不聊生（页面存档备份，存于）        | Dylan       | 吳祉璇                                                                   | 劉家澤、李天陽         | 鄭國鋒                 | 網路劇《國民老公》插曲                                  |
| 2018年 | 我們之間                              | 子閎        | 張立昂                                                                   | 張立昂、黃仲麟         | 張立昂                 | 電視劇《三明治女孩的逆襲》插曲                          |
| 2018年 | 世界爆炸前一秒 （页面存档备份，存于） | 偉晉        | 邱鋒澤、陳大天、楊景涵                                                   | 楊景涵                 | 邱鋒澤、張暐弘         | 電視劇《搖滾畢業生》片頭曲                              |
| 2018年 | 好感覺                                | 偉晉        | 邱鋒澤、吳心緹                                                           | 楊景涵                 | 邱鋒澤、張暐弘、文慧如 | 電視劇《搖滾畢業生》片尾曲                              |
| 2018年 | 叛徒（页面存档备份，存于）            | 偉晉        | 邱鋒澤、陳大天、楊景涵                                                   | 楊景涵                 | 邱鋒澤、張暐弘、文慧如 | 電視劇《搖滾畢業生》插曲                                |
| 2018年 | 信仰                                  | 偉晉        | 邱鋒澤、陳大天、楊景涵                                                   | 楊景涵                 | 楊景涵                 | 電視劇《搖滾畢業生》插曲 (尚未正式發行)                 |
| 2018年 | 風落                                  | Evan        | 孫露鷺                                                                   | 鍾抒曈、米小某         | 鍾抒曈                 | 網路劇《墓王之王》插曲                                  |
| 2018年 | 未來已來                              | Dylan       | 吳磊、許魏洲、宋祖兒、關曉彤、于朦朧、楊紫、鞠婧禕、彭昱暢、黃婷婷、繆杰 | 繆杰                   | 繆杰、孫沛             | 《音樂新生代》青年原創歌曲主題曲                        |
| 2018年 | 倒轉（页面存档备份，存于）            | 子閎        | 黃奕儒、李賢璞                                                           | 林子閎、黃奕儒、李賢璞 | 黃奕儒、李賢璞         | 子閎與黃奕儒和李賢璞合作單曲                            |

## MV

### 專輯歌曲
| 年份   | 日期     | 歌曲                                 | 收錄專輯                         |
| 2012年 | 12月19日 | 慶祝寂寞（页面存档备份，存于）       | 首張正規專輯 《SpeXial》         |
| 2012年 | 12月20日 | 發飆（页面存档备份，存于）           | 首張正規專輯 《SpeXial》         |
| 2013年 | 1月9日   | Super Style（页面存档备份，存于）    | 首張正規專輯 《SpeXial》         |
| 2014年 | 6月3日   | Break it down（页面存档备份，存于）  | 第二張正規專輯 《Break it down》 |
| 2014年 | 7月14日  | 愛這種離譜感覺（页面存档备份，存于） | 第二張正規專輯 《Break it down》 |
| 2014年 | 8月23日  | 愛不再呼吸（页面存档备份，存于）     | 第二張正規專輯 《Break it down》 |
| 2014年 | 9月22日  | X未知數（页面存档备份，存于）        | 第二張正規專輯 《Break it down》 |
| 2014年 | 9月24日  | 拼貼記憶（页面存档备份，存于）       | 第二張正規專輯 《Break it down》 |
| 2015年 | 1月19日  | Love Killah（页面存档备份，存于）    | 首張迷你專輯 《Love Killah》     |
| 2015年 | 2月7日   | 迷失in U（页面存档备份，存于）       | 首張迷你專輯 《Love Killah》     |
| 2015年 | 8月17日  | 貼身（页面存档备份，存于）           | 第三張正規專輯 《Dangerous》     |
| 2015年 | 9月14日  | Dangerous（页面存档备份，存于）      | 第三張正規專輯 《Dangerous》     |
| 2015年 | 10月20日 | 暖男製造機（页面存档备份，存于）     | 第三張正規專輯 《Dangerous》     |
| 2015年 | 11月5日  | 犀利Girl（页面存档备份，存于）       | 第三張正規專輯 《Dangerous》     |
| 2016年 | 7月19日  | Boyz On Fire（页面存档备份，存于）   | 第四張正規專輯 《Boyz On Fire》  |
| 2016年 | 8月10日  | 憂傷來襲（页面存档备份，存于）       | 第四張正規專輯 《Boyz On Fire》  |
| 2016年 | 10月20日 | 愛的附加檔案（页面存档备份，存于）   | 第四張正規專輯 《Boyz On Fire》  |
| 2017年 | 3月3日   | Really Really                        | 第四張正規專輯 《Boyz On Fire》  |
| 2017年 | 12月14日 | Buddy Buddy（页面存档备份，存于）    | 第五張正規專輯 《Buddy Buddy》   |
| 2017年 | 12月26日 | 安可（页面存档备份，存于）           | 第五張正規專輯 《Buddy Buddy》   |

### 個人演出MV
| 年份   | 日期     | 歌曲                                         | 歌手                                                                              | 出演成員   |
| 2013年 | 2月17日  | 一個人想著一個人（页面存档备份，存于）       | 曾沛慈                                                                            | 子閎       |
| 2013年 | 5月2日   | 放心不下（页面存档备份，存于）               | 黃小琥                                                                            | 宏正       |
| 2013年 | 9月8日   | 早熟（页面存档备份，存于）                   | 王詩安                                                                            | 晨翔       |
| 2013年 | 12月17日 | I Remember（页面存档备份，存于）             | F.I.R.                                                                            | 宏正、晨翔 |
| 2015年 | 7月19日  | Sayonara feat. SpeXial（页面存档备份，存于） | SpeXial、濱崎步                                                                   | SpeXial    |
| 2015年 | 9月12日  | 最後的請求（页面存档备份，存于）             | 獅子合唱團                                                                        | 晨翔       |
| 2015年 | 12月12日 | I Don't Know（页面存档备份，存于）           | 王詩安                                                                            | 偉晉       |
| 2017年 | 11月1日  | 斷訊（页面存档备份，存于）                   | 黃偉晉、邱鋒澤                                                                    | 偉晉       |
| 2017年 | 12月5日  | 什麼鬼（页面存档备份，存于）                 | Dylan、吳君如、Papi酱                                                             | Dylan      |
| 2017年 | 12月9日  | 斷訊（抒情版）（页面存档备份，存于）         | 黃偉晉、邱鋒澤                                                                    | 偉晉       |
| 2018年 | 2月14日  | 分手節                                       | 許明                                                                              | 明         |
| 2018年 | 6月24日  | 戒斷（页面存档备份，存于）                   | 劉明湘                                                                            | 偉晉       |
| 2018年 | 8月16日  | 我們之間                                     | 子閎、張立昂                                                                      | 子閎       |
| 2018年 | 11月16日 | 未來已來                                     | Dylan、吳磊、許魏洲、宋祖兒、 關曉彤、于朦朧、楊紫、鞠婧禕、 彭昱暢、黃婷婷、繆杰 | Dylan      |
| 2019年 | 1月17日  | 倒轉（页面存档备份，存于）                   | 林子閎、黃奕儒、阿璞                                                              | 子閎       |
| 2019年 | 2月27日  | 愛的重量（页面存档备份，存于）               | 王心凌                                                                            | Dylan      |
| 2019年 | 11月13日 | 剛剛好 的眼淚（页面存档备份，存于）          | 魏嘉瑩                                                                            | 子閎       |

## 外部連結
- SpeXial音樂作品的Facebook專頁
- SpeXial音樂作品的Instagram帳戶
- SpeXial音樂作品的新浪微博
- YouTube上的SpeXial音樂作品頻道